# Too Gulp
Too Gulp è un programma televisivo andato in onda su Rai Gulp dal 31 ottobre 2011 al 2012.
Nato sotto forma di video blog su iniziativa del vlogger Mario Acampa, esso tratta tematiche destinate ad un pubblico giovanile.

## Descrizione e struttura
Too Gulp si avvale di una comunicazione multi-piattaforma con un sito Internet dedicato, un canale YouTube, una pagina Facebook ed un account Twitter, con la quale gli utenti possono interagire, accedere a contenuti speciali, rivedere i video mandati in onda e postare video di riposta, per poter essere trasmessi in TV, dando vita ad uno scambio interattivo.
È andato in onda dal lunedì al giovedí alle 19:45 in puntate da 5 minuti dedicate a vlog o ad episodi di tipo situation comedy incentrate su Nina, Angie, Stefano, Maggie e Dado, mentre il venerdì un'unica puntata di 30 minuti é condotta da Mario.

## Personaggi
Il programma è condotto da sei giovani vlogger:
- Mario (Mario Acampa), è il creatore della community di Too Gulp.
- Nina (Valentina Muratore), cantante di Music Gate, appassionata di musica e di moda.
- Angie (Angelo Fabrizio), cantante di Music Gate, il bello della situazione e dispensatore di consigli sull'amore.
- Stefano (Stefano Carabas-Cavanna), amante del fantasy e dei giochi di prestigio.
- Maggie (Maria Grazia Ventrella), ragazza appassionata di cinema. È sorella acquisita di Dado.
- Dado (Davide Perna), ballerino di Music Gate, è il fratello acquisito di Maggie. È amante della danza hip-hop e della break dance.